# Лісна (Новгородський район)
Лісна (рос. Лесная) — присілок в Новгородському районі Новгородської області Російської Федерації.
Населення становить 1911 осіб. Входить до складу муніципального утворення Лесновське сільське поселення.

## Історія
Від 2004 року входить до складу муніципального утворення Лесновське сільське поселення.

## Населення
| 2010 | 2012  | 2013  | 2014  | 2015  | 2016  |
| ---- | ----- | ----- | ----- | ----- | ----- |
| 1879 | ↗1942 | ↗1964 | →1964 | ↘1885 | ↗1911 |